# Ítalo H. Dell'Oro
Ítalo Heriberto Dell'Oro (f. 20 de septiembre de 2002) fue un militar argentino, perteneciente al Ejército, que alcanzó la jerarquía de general de brigada. Se desempeñó como gobernador de la Zona Militar de Comodoro Rivadavia entre 1953 y 1955, siendo su último titular. En 1955 también fue brevemente interventor federal del Territorio Nacional del Chubut.

## Biografía
En 1950 fue nombrado comandante del Regimiento de Infantería 27, y al año siguiente, jefe de la 5.ª División del Ejército Argentino.
En abril de 1953 fue designado de forma interina gobernador de la Zona Militar de Comodoro Rivadavia, oficializado en el cargo en septiembre del mismo año por el presidente Juan Domingo Perón. Cesó en sus funciones en julio de 1955, al disolverse el territorio para provincializar los territorios de Chubut y Santa Cruz.
Ese mismo año también fue brevemente interventor federal del Territorio Nacional del Chubut, en el marco de su provincialización, hasta el golpe de Estado de septiembre de 1955, siendo reemplazado por Manuel Schneidewind.
Se retiró del servicio activo en 1955 con rango de general de brigada. Falleció en 2002.
Una avenida de Comodoro Rivadavia lleva su nombre.